# Албай (Филиппины)
Албай (таг. Lalawigan ng Albay) — провинция Филиппин в регионе Бикол на о. Лусон. Административный центр — город Легаспи.

## Географическое положение
Большая часть Албая расположена на полуострове Бикол, и в состав её входят 4 относительно крупных острова: Рапу-Рапу, Батан, Каграрай, Сан-Мигель. С северо-востока провинция ограничена заливом Лагоной, отделяющим её от провинции Катандуанес.
Площадь поверхности провинции — 2552,6 км².
Соседние провинции — Южный Камаринес на севере и Сорсогон на юге.

## Рельеф
Провинция в общих чертах гористая, но имеет плодородные долины и равнины. Вулкан Майон, высотой 2460 м, наиболее известный объект рельефа на Филиппинах. Другие вулканы — Катбураван, Масарага, Малинао, Пантао.
Символом провинции считается вулкан Майон.
В 1814 году наблюдалось очень сильное извержение, в результате которого пострадало 5 городов. Административный центр края лежит в 15 км от вулкана.

## История
Древнее население в этом регионе существовало уже в плейстоцене. 200 000—300 000 лет назад.
В июле 1569 г. Луис Энрикес де Гусман, член экспедиции, возглавляемой Матео де Сазом и капитаном Мартином де Гоити, прошел вдоль островов Буриас и Тикао, остановился на берегу на территории нынешней провинции Сорсогон, и отсюда начал освоение новой земли.
В 1573 сюда прибыл Хуан де Сальседо с севера и основал поселение. С 1834 г. здесь также работал военный инженер Хосе Мария Пеньяранда. Он строил публичные здания, мосты и дороги.
Весь Бикол был организован в провинцию с двумя подразделениями — Камаринес (СВ) и Ибалон (ЮВ).
В 1636 отделились ещё две провинции, Албай и Сорсогон. В 1846 указом губернатора и капитан-генерала Нарсисо де Клаверия были созданы Масбате, округа Ирайя, Кордильера или Табако, Сорсогон и Катандуанес, и отделены острова Тикао и Буриас.
В конце XIX века, с прибытием на Филиппины американцев, началась революционная борьба, в которой основным лицом был Глисерио Дельгадо. Затем присоединились другие.
В Албае было создано революционное правительство в сентябре 1898 г., во главе с Анасието Солано.
Генерал-майор Вито Белармино реорганизовал филиппинскую армию.
После войны было установлено американское гражданское правительство (апрель 1901), которое возглавил полковник Гарри Бандхорц.
В 1941 г. регион был оккупирован японцами, и события развивались в провинции, как во всем регионе, и как в стране в целом. В 1945 г. японцы были изгнаны.

## Население и национальные языки
Общая численность населения Албая в 2010 г. — 1 233 432, что делает её 25-й по населенности в стране. Здесь 208 640 домашних хозяйств, в среднем по 5,22 персон в каждом, что выше среднего уровня по стране, — 4,99.
Большая часть населения говорит на тагальском или английском. Местным национальным языком является бикол. Но в провинции распространено много диалектов и говоров, главным образом в прибрежной зоне. Это — биколано вьехо(старо-бикольский), даракеньо, легаспеньо, албаяно, оаснон.

## Административное деление
Административно провинция разделена на 15 муниципалитетов и включает три города: Легаспи, Лигао и Табако.
| №  | Город/Муниципалитет (русс.) | Город/Муниципалитет (ориг.) | Количество Барангаев | Площадь, км² | Население, чел. (2010) |
| -- | --------------------------- | --------------------------- | -------------------- | ------------ | ---------------------- |
| 1  | Бакакай                     | (Bacacay)                   | 56                   | 122,13       | 65 724                 |
| 2  | Камалиг                     | (Camalig)                   | 50                   | 130,90       | 63 585                 |
| 3  | Дарага                      | (Daraga)                    | 54                   | 118,64       | 115 804                |
| 4  | Гуинобатан                  | (Guinobatan)                | 44                   | 244,43       | 75 967                 |
| 5  | Ховеляр                     | (Jovellar)                  | 23                   | 105,40       | 16 899                 |
| 6  | Легаспи (город)             | (Legazpi City) (capital)    | 70                   | 153,70       | 182 201                |
| 7  | Либон                       | (Libon)                     | 47                   | 222,76       | 71 527                 |
| 8  | Лигао (город)               | (Ligao City)                | 55                   | 246,75       | 104 914                |
| 9  | Малилипот                   | (Malilipot)                 | 18                   | 44,13        | 35 567                 |
| 10 | Малинао                     | (Malinao)                   | 29                   | 107,50       | 42 770                 |
| 11 | Манито                      | (Manito)                    | 15                   | 107,40       | 22 819                 |
| 12 | Оас                         | (Oas)                       | 53                   | 263,61       | 64 785                 |
| 13 | Пио Дуран                   | (Pio Duran)                 | 33                   | 133,70       | 45 028                 |
| 14 | Полангуи                    | (Polangui)                  | 44                   | 145,30       | 82 307                 |
| 15 | Рапу-Рапу                   | (Rapu-Rapu)                 | 34                   | 155,30       | 35 875                 |
| 16 | Санто-Доминго               | (Santo Domingo)             | 23                   | 51,22        | 32 414                 |
| 17 | Табако (город)              | (Tabaco City)               | 47                   | 117,14       | 125 083                |
| 18 | Тиви                        | (Tiwi)                      | 25                   | 105,76       | 50 163                 |

## Экономика
Традиционная и основная отрасль экономики — сельское хозяйство, производство кокосов, риса, сахара, абаки. Из абаки производятся многие изделия, сумки, шляпы, ковры, и прочее. Рыболовство играет значительную роль на побережье.

## Транспорт
Международные порты — Легаспи, Табако. Порт Пио-Дуран — местного значения, Пантао — регионального. В Легаспи действует аэропорт.